# Lileep
Lileep (japanski: リリーラ Rirīra) jedan je od 1025 fiktivnih vrsta Pokémona iz medijske franšize Pokémon, skupa Pokémon videoigara, animiranih serija, manga stripova, knjiga, igraćih karata i drugih medija kojima je tvorac Satoshi Tajiri. Svrha je Lileepa u videoigrama, animiranoj seriji i manga stripovima, kao i svrha ostalih Pokémona, borba s divljim Pokémonima – neukroćenim stvorenjima koje igrači i likovi pronalaze dok kreću na razne avanture – i pripitomljenim Pokémonima drugih Pokémon trenera.
Njegovo ime dolazi od engleske riječi "lily" = ljiljan, što se donosi na to da Lileep podsjeća na morskog ljiljana, i riječi "peep" = provirivati, jer Lileep viri iz svoje fosilizirane peteljke (ili možda i od uzvika "Eep!", jer Lileep može iznenada izviriti svoju glavu i prestrašiti trenera).

## Biološke karakteristike
Lileep podsjeća na živo obojen cvijet s crnim središnjim dijelom, gdje je par žutih očiju. Cvijet počiva na ljubičasto obojenoj cvjetnoj čašici s lažnim očnim mrljama. Čašica stoji na ljubičastoj peteljci sa žutim prstenima s velikim ljubičastim "tijelom" s četiri produžetka koji vjerojatno imaju ulogu da mu pomognu u kretanju.
Lileep je izumrla vrsta Pokémona već 100 milijuna godina. On je vodeni grabežljivac, mesožder; koristi svoje "latice" kao krakove da bi uhvatio sporiji plijen i progutao ga cijelog. Boja njegova tijela pomaže mu u kamuflaži, jer podsjeća na bezopasnog morskog ljiljana. Iako je sposoban kretati se, u divljini, Lileep odabere jednu lokaciju te tamo ostaje i vreba svoj plijen dulji period vremena.
Lileepov lik temelji se na morskom ljiljanu. Iako je djelomično Travnati Pokémon, moguće ga je uzgajati s Pokémonima poput Tentacoola.
Većina Lileepa koji se iz fosila vraćaju u život muškog su roda. Razlog tomu jest da se oteža njegovo uzgajanje; jedna od osam Lileepa je ženka (isti omjer imaju i drugi Pokémoni koji obično dolaze samo u jednom primjerku).

## U videoigrama
Lileep je prapovijesni Pokémon, te kao takvog, ne može ga se pronaći u divljini. Jedini način kako dobiti Lileepa jest izabrati Korijen – fosil (Root Fossil) u Pokémon Ruby i Sapphire videoigrama na Stazi 111, u pustinji, te ga odnijeti u zgradu Devon Co. gdje će ga jedan od tehničara uz pomoć kompjutera povratiti u život. Nakon što igrač postane Pokémon prvak (kada pobijedi Pokémon ligu), drugi fosil može pronaći u tunelu kuće na Stazi 114. Lileepa se na isti način može oživjeti i u Pokémon Emerald videoigri.
Lileep ima sposobnost Usisavajućih čašica (Suction Cups). Ova sposobnost ne dopušta protivniku da otjera Lileepa iz igre tehnikama poput Rike (Roar) ili Vihora (Whirlwind).
Njegova kombinacija Travnatog/Kamenog Pokémona čini ga veoma dobrim Pokémonom, jer poništava mnoge njegove individualne slabosti kao što su Vatreni, Vodeni, Otrovni, Zemljani i Leteći napadi.

## U animiranoj seriji
Lileepovo prvo pojavljivanje bilo je u epizodi 379. Mjesto radnje u toj epizodi bilo je na Well otoku u Hoenn regiji, u kojoj muž i žena, oboje znanstvenici, vraćaju Pokémon fosile natrag u život pomoću tehnike viđene u filmu Jurassic Park. Lileep dolazi od Korijen – fosil kojega se može pronaći na kopnu, što je slično njegovoj metodi dobivanja u videoigrama. Lileep preživi pokušaj krađe Tima Raketa, u kojoj je njegov prijatelj Armaldo biva ukraden.